# Aires protégées de Croatie
En 2007, les aires protégées de Croatie couvraient au total 5 320,6 km2, soit 6,07 % du territoire national. Le pays comptait 8 parcs nationaux, 11 parcs naturels, et, en tout, 447 sites naturels protégés. De plus quatre sites ont été inscrits sur la liste Ramsar pour la conservation des zones humides et 20 Zones importantes pour la conservation des oiseaux (en abrégé ZICO ; en anglais : IBA, pour Important Bird Area).

## Parcs nationaux
La Croatie possède huit parcs nationaux (UICN Catégorie II) (2007).
| Parc national    | Année de création/Révision | Municipalités ou comitat         | Superficie (km²) |
| ---------------- | -------------------------- | -------------------------------- | ---------------- |
| Lacs de Plitvice | 1949                       | Comitat de Lika-Senj             | 295              |
| Paklenica        | 1949                       | Comitat de Zadar                 | 96               |
| Risnjak          | 1959                       | Comitat de Primorje-Gorski Kotar | 31,98            |
| Mljet            | 1960                       | Comitat de Dubrovnik-Neretva     | 53,75            |
| Kornati          | 1980                       | Comitat de Šibenik-Knin          | 220              |
| Krka             | 1985                       | Comitat de Šibenik-Knin          | 109              |
| Nord Velebit     | 1999                       | Comitat de Lika-Senj             | 109              |
| Brijuni          | 1983                       | Comitat d'Istrie                 | 33,9             |

## Parcs naturels
La Croatie possède également 12 parcs naturels (2021).
| Parc naturel              | Année de création/Révision                              | Municipalités ou comitat                          | Superficie (km²) |
| ------------------------- | ------------------------------------------------------- | ------------------------------------------------- | ---------------- |
| Kopački rit               |                                                         | Comitat d'Osijek-Baranja                          | 177              |
| Papuk                     | 1999                                                    | Comitat de Virovitica-Podravina                   | 336              |
| Lonjsko polje             | 1998                                                    | Comitat de Sisak-Moslavina                        | 506              |
| Medvednica                |                                                         | Comitats de Krapina-Zagorje et de Varaždin        |                  |
| Žumberak-Samoborsko gorje | 1999                                                    | Comitats de Zagreb et de Karlovac                 | 350              |
| Učka                      | 1999                                                    | Comitat d'Istrie                                  | 160              |
| Velebit                   |                                                         | Comitats de Lika-Senj et de Zadar                 |                  |
| Vransko jezero            | 1999                                                    | Comitats de Zadar et de Šibenik-Knin              | 57               |
| Telašćica                 | 1980, unifié au Parc national des Kornati jusqu'en 1988 | Comitat de Zadar                                  | 70,5             |
| Biokovo                   | 1981                                                    | Comitat de Split-Dalmatie                         | 195,5            |
| Lastovo                   | 2006                                                    | Comitat de Dubrovnik-Neretva                      | 195,83           |
| Dinara                    | 2021                                                    | Comitat de Split-Dalmatie-Comitat de Šibenik-Knin | 630,52           |

## Réserves naturelles
La Croatie compte 62 zones classées dans la catégorie Ia de l'UICN, celle des « réserves naturelles intégrales », correspondant à des « aires protégées gérées principalement à des fins scientifiques ou de protection des ressources sauvages ».
| Réserve naturelle                                            | Année de création | Comitats                       | Superficie (km²) |
| ------------------------------------------------------------ | ----------------- | ------------------------------ | ---------------- |
| Réserve spéciale de Babji zub-Ponikve                        | 1963              |                                | 1,49             |
| Réserve spéciale de la tourbière Banski Moravci              | 1967              | Comitat de Karlovac            | 0,02             |
| Réserve naturelle intégrale de Bijele et Samarske Stijene    | 1985              |                                | 11,75            |
| Réserve spéciale de Bliznec-Šumarev grob                     | 1963              |                                | 1,76             |
| Réserve spéciale du canyon de la Čikola                      | 1967              |                                | 9,25             |
| Réserve spéciale de Čorkova uvala                            | 1965              |                                | 0,75             |
| Réserve spéciale de Crna Mlaka                               | 1980              | Comitat de Zagreb              | 6,50             |
| Réserve spéciale de Crni jarci                               | 1965              |                                | 0,72             |
| Réserve spéciale de Debela Lipa-Velika Rebar                 | 1964              |                                | 1,79             |
| Réserve spéciale du delta de la Neretva                      | 1974              |                                | 2,50             |
| Réserve spéciale de la tourbière de Don mocvar               | 1964              |                                | 0,20             |
| Réserve spéciale de Draziblato                               | 1969              |                                | 0,77             |
| Réserve spéciale de la tourbière et de la forêt de Dubravice | 1966              | Comitat de Šibenik-Knin        | 0,06             |
| Réserve spéciale de Dugačko brdo                             | 1973              |                                | 0,11             |
| Réserve spéciale de Dundo                                    | 1949              |                                | 1,06             |
| Réserve spéciale de Đurđevečki peski                         | 1963              | Comitat de Koprivnica-Križevci | 0,19             |
| Réserve ornithologique spéciale de Glavina-Mala Luka         | 1969              |                                | 10,00            |
| Réserve spéciale de Glavotok                                 | 1969              |                                | 0,01             |
| Réserve spéciale de Gračec-Lukovica-Rebar                    | 1963              | Comitat de Zagreb (?)          | 0,23             |
| Réserve naturelle intégrale de Hajdučki et Rožanski kukovi   | 1969              |                                | 12,20            |
| Réserve spéciale du Jadro                                    | 1984              | Comitat de Split-Dalmatie      | 0,08             |
| Réserve spéciale de Japetić                                  | 1975              |                                | 0,29             |
| Réserve spéciale de Jastrebarski lugovi                      | 1967              |                                | 0,61             |
| Réserve spéciale de Kolanslo blato-Blato Rogoza              | 1988              |                                | 5,25             |
| Réserve spéciale de Kontija                                  | 1964              |                                | 0,52             |
| Réserve spéciale de Kopački rit                              | 1969              |                                | 72,20            |
| Réserve spéciale de Krapje dol                               | 1963              |                                | 0,25             |
| Réserve spéciale de Krčić                                    | 1964              |                                | 2,80             |
| Réserve maritime spéciale de Limski zaljev                   | 1979              |                                | 6,00             |
| Réserve spéciale de Lokrum                                   | 1948              | Comitat de Dubrovnik-Neretva   | 0,72             |
| Réserve spéciale de Loze                                     | 1975              |                                | 1,10             |
| Réserve botanique spéciale de Lun                            | 1963              | Comitat de Lika-Senj           | 0,24             |
| Réserve spéciale de Mali Kalnik                              | 1985              |                                | 0,05             |
| Réserve maritime spéciale de Malostonski zaljev              | 1983              | Comitat de Dubrovnik-Neretva   | 48,20            |
| Réserve spéciale de Markovčak-Bistra                         | 1963              | Comitat de Zagreb (?)          | 2,50             |
| Réserve spéciale du Mikulić potok et de la Vrabečka gora     | 1963              |                                | 0,91             |
| Réserve spéciale de Mrkan, Bobara et Supetar                 | 1975              | Comitat de Split-Dalmatie      | 0,38             |
| Réserve spéciale de Muški bunar                              | 1963              |                                | 0,59             |
| Réserve ornithologique spéciale d'Orepak                     | 1974              |                                | 1,00             |
| Réserve ornithologique spéciale de Pod Gredom                | 1965              |                                | 5,87             |
| Réserve spéciale de Prud                                     | 1965              |                                | 2,50             |
| Réserve spéciale de Prvić                                    | 1972              | Comitat de Šibenik-Knin        | 70,00            |
| Réserve spéciale de Pusinjak-Gorscica                        | 1963              |                                | 1,87             |
| Réserve spéciale de Radiševo                                 | 1975              |                                | 0,04             |
| Réserve spéciale de Rakita                                   | 1969              |                                | 4,30             |
| Réserve spéciale de Rauchova lugarnica-Desna Trnava          | 1963              |                                | 1,01             |
| Réserve spéciale des Sekulinačke planine                     | 1966              |                                | 0,11             |
| Réserve spéciale de Smerovisce                               | 1963              |                                | 0,03             |
| Réserve spéciale de Štirovača                                | 1965              |                                | 1,18             |
| Réserve spéciale de Strmec-Sava                              | 1970              |                                | 2,87             |
| Réserve spéciale de la tourbière de Stupnički lug            | 1964              |                                | 0,18             |
| Réserve spéciale de Tusti vrh-Kremenjak                      | 1963              |                                | 0,20             |
| Réserve spéciale de Velika dolina                            | 1965              |                                | 0,15             |
| Réserve spéciale de Velika Plješivica-Drenovaca              | 1961              |                                | 1,56             |
| Réserve spéciale de Velika Plješivica-Javornik-Tisov vrh     | 1961              |                                | 1,23             |
| Réserve spéciale de Veliki Pažut                             | 1983              |                                | 7,00             |
| Réserve spéciale de Velo et Malo Blato                       | 1988              |                                | 1,55             |
| Réserve spéciale de Vransko jezero                           | 1983              |                                | 0,30             |
| Réserve spéciale de Vrljika                                  | 1971              | Comitat de Split-Dalmatie      | 0,50             |
| Réserve spéciale de Zaprešić-Sava                            | 1970              | Comitat de Zagreb              | 2,43             |
| Réserve spéciale de Zavizan-Balinovac-Zavizanska kosa        | 1971              | Comitat de Zagreb              | 1,18             |
| Réserve spéciale de la Zrmanja                               | 1964              |                                | 0,75             |

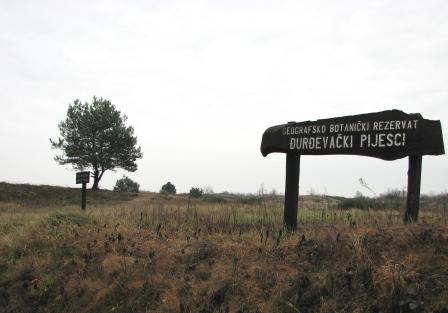
Le « désert » de Đurđevečki peski
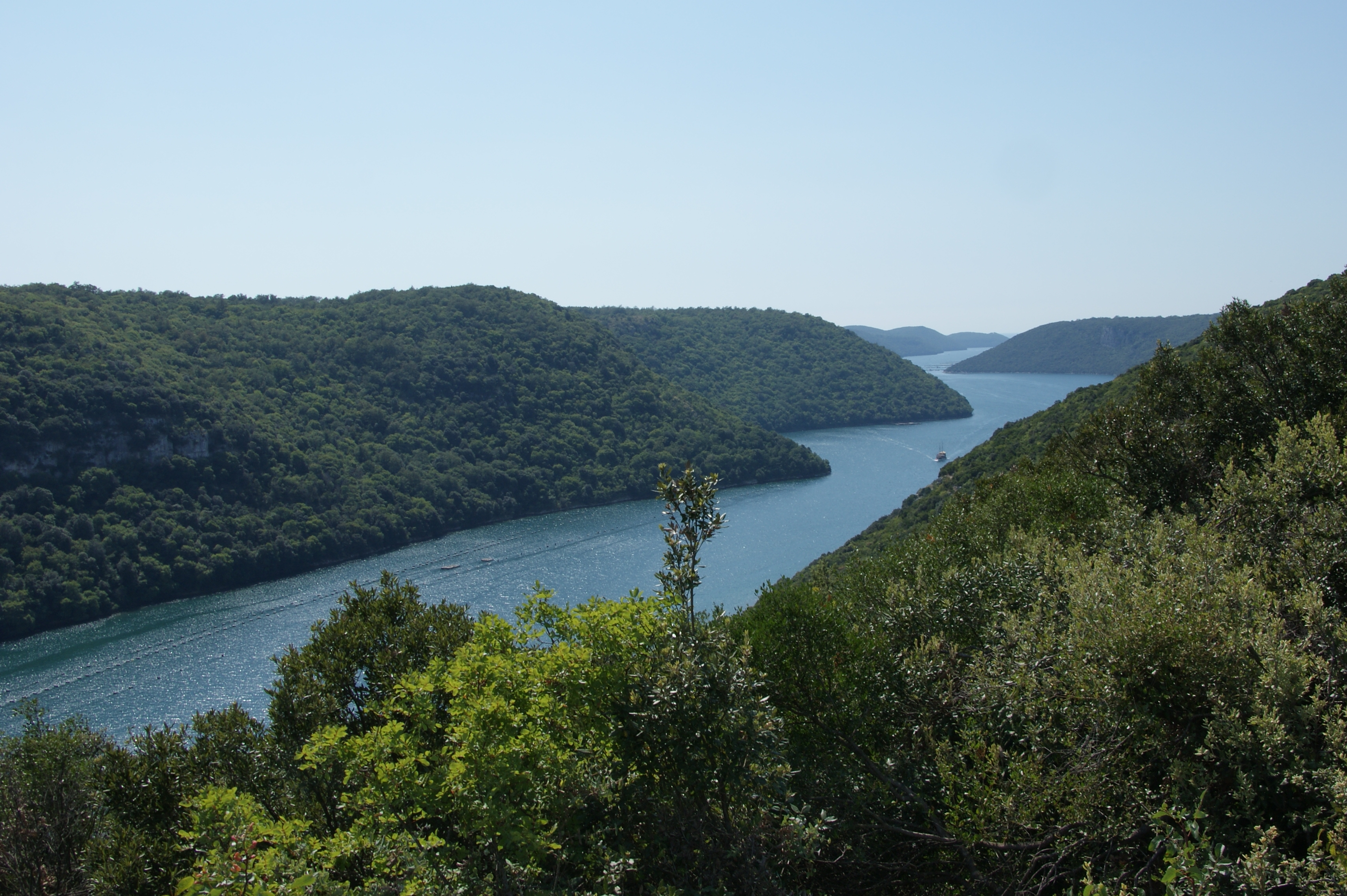
Le Limski zaaljev
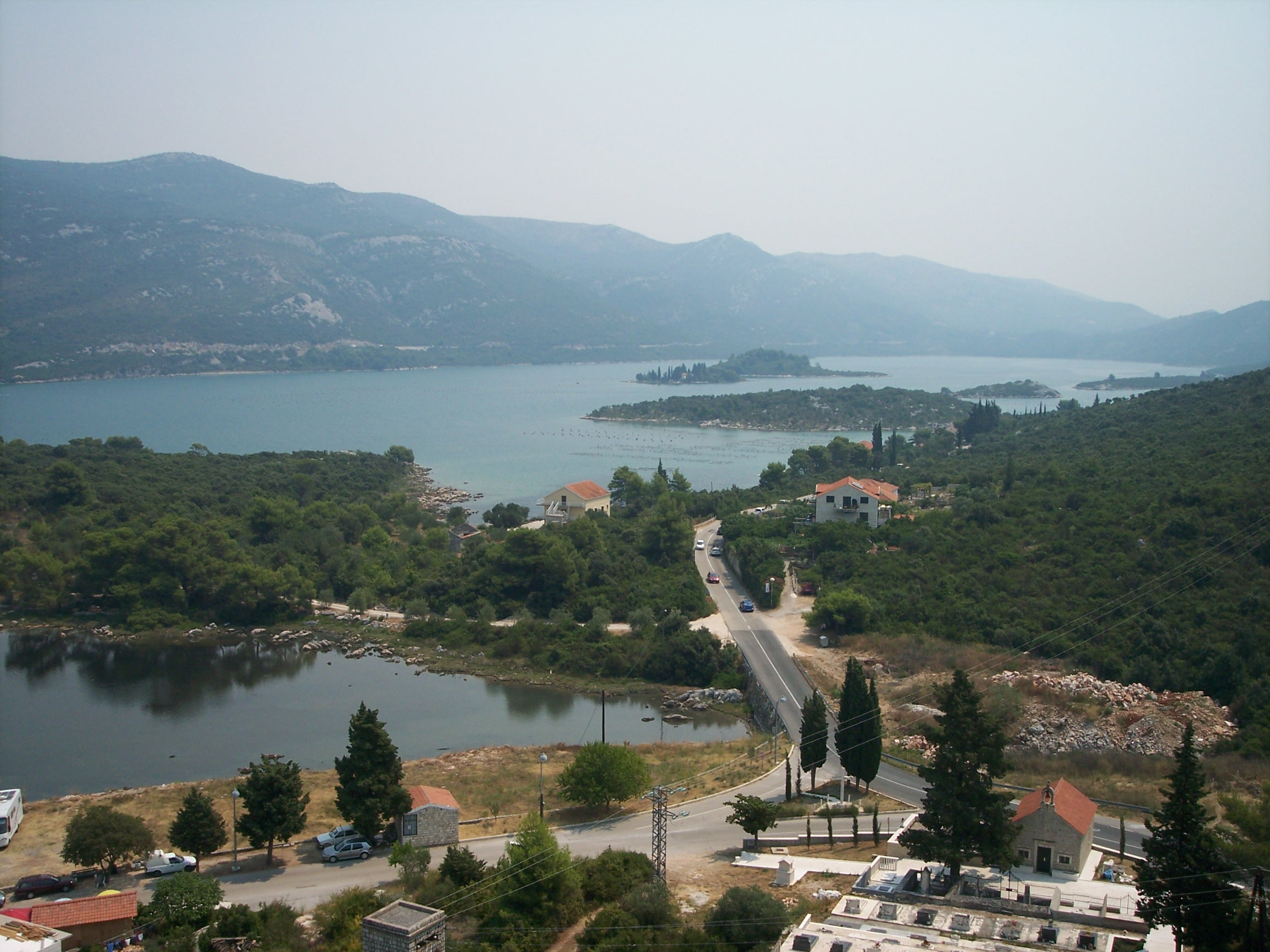
Le Malostonski zaljev
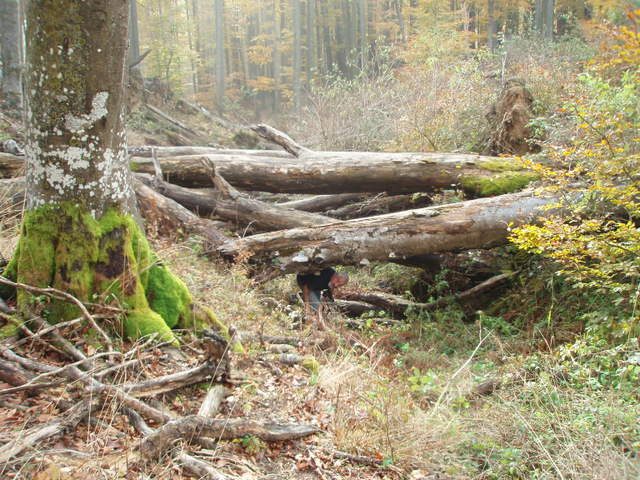
La forêt de Muški bunar

## Réserves de biosphère
La Croatie possède deux réserves de biosphère reconnues par l'Unesco :
- Montagne Velebit,1977
- Mura Drava Danube, 2012

## Sites Ramsar
Il y a quatre sites Ramsar pour la conservation des zones humides en Croatie.
| Site Ramsar                  | Année de désignation | Municipalités | Superficie (km²) |
| ---------------------------- | -------------------- | ------------- | ---------------- |
| Crna Mlaka                   | 1993                 |               | 6,25             |
| Delta de la Neretva          | 1993                 |               | 115              |
| Lonjsko Polje et Mokro Polje | 1993                 |               | 505,60           |
| Kopački Rit                  | 1993                 | Baranya       | 238,94           |

## Zones importantes pour la protection des oiseaux (ZICO)
En août 2010, la Croatie comptait également 20 Zones importantes pour la conservation des oiseaux (en abrégé ZICO ; en anglais : IBA, pour Important Bird Area).
| Site ZICO                                                   | Comitats                                                                      | Superficie (km²) |
| ----------------------------------------------------------- | ----------------------------------------------------------------------------- | ---------------- |
| Forêts alluviales de Podravska Slatina à Vuka               | Comitats d'Osijek-Baranaj, de Požega-Slavonie et de Virovitica-Podravina      | 413,84           |
| Zone humide du Danube                                       | Comitat d'Osijek-Baranja                                                      | 371,11           |
| Zone humide de la Drave                                     | Comitat de Koprivnica-Križevci                                                | 680,02           |
| Cetina                                                      | Comitat de Split-Dalmatie                                                     | 178,67           |
| Dinara                                                      | Comitat de Zadar                                                              | 584,12           |
| Viviers de Donji Miholjac                                   | Comitat d'Osijek-Baranja                                                      | 9,81             |
| Poljé de Jelas et viviers le long de la Save                | Comitat de Brod-Posavina                                                      | 413,50           |
| Parc national des Kornati et Parc naturel de Telašćica      | Comitats de Šibenik-Knin et de Zadar                                          | 28,22            |
| Rivière Krka et plateau environnant                         | Comitats de Šibenik-Knin et de Zadar                                          | 1088,87          |
| Vransko jezero                                              | Comitats de Šibenik-Knin et de Zadar                                          | 101,71           |
| Cours inférieur de la Save                                  | Comitats de Brod-Posavina, de Sisak-Moslavina et de Comitat de Vukovar-Syrmie | 1292,56          |
| Vivier de Našička Breznica                                  | Comitat d'Osijek-Baranja                                                      | 13,45            |
| Delta de la Neretva                                         | Comitat d'Osijek-Baranja                                                      | 249,15           |
| Poilovlje et les viviers de Končanica, Garešnica et Poljana | Comitat de Bjelovar-Bilogora                                                  | 452,53           |
| Étang de Pokupski                                           | Comitats de Karlovac et de Zagreb                                             | 452,53           |
| Île de Prvić                                                | Comitat de Primorje-Gorski Kotar                                              | 70               |
| Réserve ornithologique spéciale de l'île de Krk             | Comitat de Primorje-Gorski Kotar                                              | 10               |
| Réserve ornithologique spéciale de l'île de Cres            | Comitat de Primorje-Gorski Kotar                                              | 14,50            |
| Turopolje                                                   | Comitats de Zagreb et de Sisak-Mosalvine                                      | 201,16           |
| Velebit                                                     | Comitat de Zadar                                                              | 2067,71          |

## Avifaune
Parmi les espèces d'oiseaux considérées comme importantes figurent des rapaces comme le milan noir (Milvus migrans), la pygargue à queue blanche (Haliaeetus albicilla), l'aigle criard (Aquila clanga), considéré comme menacé ou le vautour fauve (Gyps fulvus), un charognard. On rencontre aussi plusieurs espèces de canards, comme le canard colvert (Anas platyrhynchos), le fuligule nyroca (Aythya nyroca), l'oie cendrée (Anser anser) ou le harle bièvre (Mergus merganser). La cigogne noire (Ciconia nigra) ou la cigogne blanche (Ciconia ciconia)) se rencontrent dans les aires protégées de Croatie. De nombreuses espèces de hérons nichent en Croatie comme le blongios nain (Ixobrychus minutus), le bihoreau gris (Nycticorax nycticorax), le crabier chevelu (Ardeola ralloides) ou le héron pourpré (Ardea purpurea), ainsi que d'autres espèces d'échassiers comme la spatule blanche (Platalea leucorodia) et la grande aigrette (Ardea alba), partiellement migratrice. Le grand cormoran (Phalacrocorax carbo) et le cormoran pygmée (Phalacrocorax pygmeus) fréquentent les zones humides de Croatie. L'hirondelle de rivage (Riparia riparia), un oiseau migrateur qui privilégie aussi comme habitat les zones humides, se rencontre dans le pays.